# وادیموو
وادیموو (به لاتین: Vadimovo) یک منطقهٔ مسکونی در روسیه است که در استان آمور واقع شده‌است.